# Эль-Фуэрте
Эль-Фуэрте (исп. El Fuerte) — город в Мексике, в штате Синалоа, входит в состав одноимённого муниципалитета и является его административным центром. Численность населения, по данным переписи 2010 года, составила 12566 человек.

## История
В 1564 году город основал Франсиско де Ибарра (эксплорадор эспаньоль).

## Интересный факт
В честь города назван мексиканский рестлер из игры Street Fighter IV.